# Scaphytopius magdalensis
Scaphytopius magdalensis är en insektsart som beskrevs av Léon Abel Provancher 1889. Scaphytopius magdalensis ingår i släktet Scaphytopius och familjen dvärgstritar. Inga underarter finns listade i Catalogue of Life.